# Route des Pelouses-Marigny
Ne doit pas être confondu avec Route des Pelouses.
La route des Pelouses-Marigny est une voie située dans le 12e arrondissement de Paris, en France.

## Origine du nom

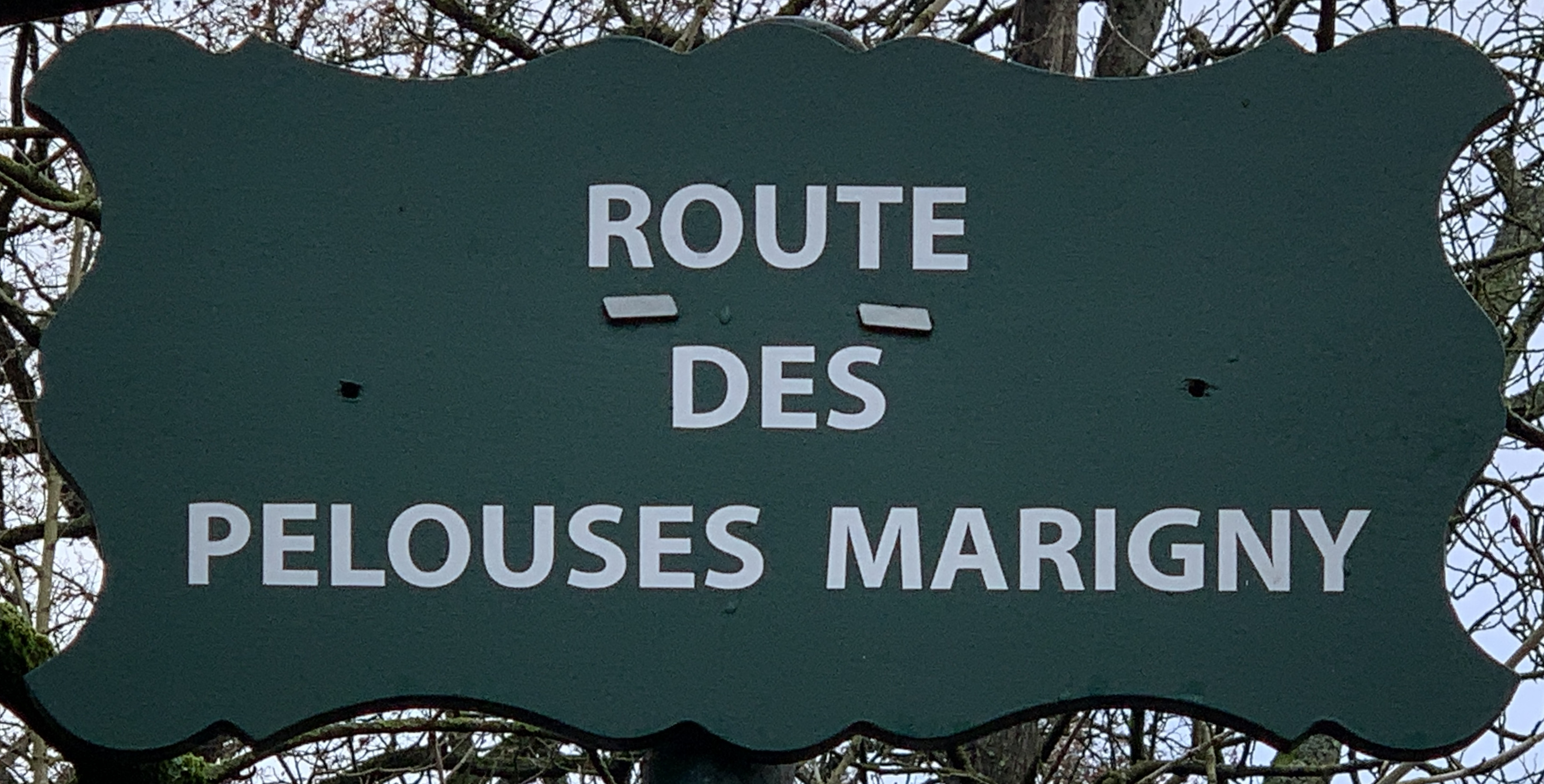
Plaque de la route.